# Buttisholz
Buttisholz est une commune suisse du canton de Lucerne, située dans l'arrondissement électoral de Sursee.

Vue aérienne (1958)

## Monuments
Un château se trouve sur le territoire de la commune.